# آخر رجل على الأرض (مسلسل)
آخر رجل على الأرض (بالإنجليزية: The Last Man on Earth)‏ هوَ مُسلسلٌ كوميديّ أمريكيّ من تأليف وبطولة ويل فورت بدأ عَرضُه في 1 مارس 2015 على شبكة فوكس التلفزيونية ويتكوّن من 13 حلقة. تقعُ أحداثُ المُسلسل في المستقبل القريب في عام 2020 حيثُ يَبقى رجلٌ واحدٍ على الأرض بعد عامٍ من انتشارِ فيروس أدّى لهلاك البشريّة، وهوَ من بطولةِ ويل فروت وكريستين شال وجانيوري جونز. وقد جُدّد المُسلسل لموسمٍ ثانٍ مكوّن من 13 حَلقة.

## القصّة
في عام 2020 انتشر فيروسٌ مميتٌ للكوكب ولم يبقَ حيّاً فيه سوى رجلٌ يُدعى (فيل ميلر). يقومُ فيل برحلة فاشلة حول الولايات المتحدة للبحثِ عن أيّة ناجين ثُمّ يعودُ إلى مسقط رأسه مدينة توسون في أريزونا، معتقدًا وواثق تمام الثقة أن لم يعد هناك أحد على الكوكب سواه. يصل فيل لحالة من اليأس والوحدة لدرجة جعلته يُقدِم على الانتحار، وقبل لحظاتٍ من انتحاره يُشاهِد ناراً منبعثةً من مكان بعيد، فيذهب ويرى ويُقابِل «آخر امرأة على الأرض» تُدعى (كارول). (كارول) امرأة غريبة الأطوار يَتزوّجها (فيل) من أجل إعادَة إحياء البشريّة ولكنّه يندم على ذلك بعد ظهور (ميليسا) الفتاة الأكثر جمالاً على الأرض. يُحاول (فيل) التَقرُّب إليها حينَ ظَهر ثاني آخر رجلٍ على الأرض يُدعى (تود) الذي يصير على علاقة مع (ميليسا) وَسط غيرة (فيل).
تتعقّد القصّة أكثر، فتظهر امرأتين أخرَيتين واحِدة تُدعى (إيريكا) والأخرى (غيل)، عند تلك اللحظة يَنفَصِل (فيل) و(كارول) عن بَعضِهما. ويظهر رجلٌ آخر يُدعى (فيل ميلر) أيضاً. تبدأ الغيرة داخِل (تود) و(فيل) الأول، وذلك بسبب أنّ النساء مُنجذباتٍ نحوَ (فيل) الثاني، كما يصير على علاقةٍ مع (كارول) فيُقرّر (فيل) الأول قتلَ الثاني. بعدَ أن عَلِمَ (فيل) الثاني أنّ (فيل) الأول أرادَ قتله، قرّر طردَه من المدينة. فأخذه إلى الصحراء وتركه هُناك. تلحَقُ بِه (كارول) وتُقرّر معه البدء من جديد.و في آخر الموسِم، تظهرُ مركبةٌ فضائيّة مع رائد فضاء يحمل اسم (ميلر) ويُنادي على محطة هيوستن ولكن ما مِن إجابة.

## طاقَم العَمل

### الشخصيّات الرئيسيّة
- ويل فورت بدور فيل ميلر: وهوَ آخرُ رجلٍ على الأرض بعد انتشار الفيروس وهلاك البشريّة عام 2019. وهوَ يعيشُ في توسون أريزونا بعد أن قام برحلة حول الولايات المتحدة بحثاً عن أحياء.
- كريستين شال بدور كارول بالباجيان: وهيَ امرأة غريبة الأطوار رأت العلامات التي وضعها (فيل) حولَ الولايات المتّحدة ما جعلها تبحثُ عنه حتّى وجدها هوَ بسبب دخّان يتصاعد في مُخيّمها.
- جانيوري جونز بدور ميليسا شارت: امرأة أخرى قابلت (فيل) و(كارول) بعد حادثة تَصادُم في يومِ زواجهما وقد رأت العلامات التي وضعها فيل مما جعلها تَقدِم إلى توسون.
- ميل رودريجيز بدور تود: وهو ثاني آخر رجل على الأرض يلتقي بالمجموعة ويجذب أنظار المرأتين إليه.

### الشخصيّات الثانويّة
- كليوباترا كولمان بدور إيريكا: امرأة أستراليّة التقت بـ(غيل) في البيت الأبيض بعد تفشّي الفيروس وصارتا صديقتين، وقَدِما إلى توسون بعدَ أن رأيا العلامات التي وضعها (فيل).
- ماري ستينبرجن بدور غيل: صديقَة (إيريكا) التي ذهبت معها إلى توسون للبحث عن أحياء، وهي ماهِرةٌ في الطبخ ورئيسةُ مَطعمٍ سابِق.
- بوريس كودجو بدور فيل ميلر الثاني: آخر ثالِث رَجل على الأرض، وهوَ جُنديّ سابِق في القوات الخاصة الأمريكية. أتى إلى توسون بعد أن رأى العلامات التي وضعها فيل الأول.
- جيسون سوديكس بدور رائد فضاء: آخر رجل في الفضاء الذي بَقيَ محبوساً على متن محطة الفضاء الدولية، يُنادي على محطة هيوستن ولكن ما مِن إجابة. وهوَ شقيق (فيل) الأوّل.

## الحلقات
| رقم الحلقة | عنوان الحلقة                | إخراج                   | كتابة                  | تاريخ البث الأصلي | عدد المشاهدين (بالمليون) |
| --- | --------------------------- | ----------------------- | ---------------------- | ----------------- | ------------------------ |
| 1 | «شخصٌ حيٌّ في توسون»           | فيل لورد وكريستوفر ميلر | ويل فورت               | 1 مارس 2015       | 5.75                     |
| بعد انتشار الفيروس وقضاءه على البشريّة، يجوب (فيل ميلر) الولايات المتحدة بحثاً عن شخص ما ولكن لا يجد أحد ويضع لافتات (شخصٌ حي في توسون)، بعد يأسه يُقرر الانتحار. |                             |                         |                        |                   |                          |
| 2 | «الفيل في الغرفة»           | فيل لورد وكريستوفر ميلر | أندي بوبرو             | 1 مارس 2015       | 5.75                     |
| قبل انتحار (فيل) يلتقي بـ(كارلو) غريبة الأطوار التي تُخبره أنّ عليهم إعادة الجنس البشري عبر التزاوج. |                             |                         |                        |                   |                          |
| 3 | «كرات الزبيب وأجراس الزفاف» | جيسون وولنر             | إيميلي سبيفي           | 8 ماارس 2015      | 4.35                     |
| تبدأ مراسم الزفاف وتنتهي وحين عودتهم للمنزل يلتقون بامرأة أُخرى تُدعى (ميليسا). |                             |                         |                        |                   |                          |
| 4 | «ميليسا الجميلة»            | فيل تريل                | ليز كاكوسفسكي          | 15 مارس 2015      | 3.76                     |
| يُعجب (فيل) بـ (ميليسا) ويندم على زواجه من (كارول) ويُحاول إعادة النظر في المسألة. |                             |                         |                        |                   |                          |
| 5 | «أغرقوا الفَظ»               | جون سولمون              | جون سولمون             | 22 مارس 2015      | 4.55                     |
| بعد أن يُقنِعَ (فيل) المرأتين أن يُمارِس الجنس مع (ميليسا) لإعادة الجنس البشري يُقاطِعهم رجلٌ قبل البداية يُدعى (تود). |                             |                         |                        |                   |                          |
| 6 | «رجل سمين رهيب»             | مايكل باتريك جان        | تيم ماكوليف            | 22 مارس 2015      | 4.42                     |
| تحاول (كارول) جذب (ميليسا) إلى (تود) بينما يحاول (فيل) عكس ذلك، بالإضافة إلى اعتراف فيل لـ (ميليسا) أنه يُحبها ولكنها لا تقبل بذلك. |                             |                         |                        |                   |                          |
| 7 | «تقودني للجنون»             | بيتر أتينسيو            | ديفيد نويل             | 29 مارس 2015      | 3.40                     |
| تبدأ الغيرة تشتعل بنفس (فيل) بسبب (تود) خاصّة بعد أن صار على علاقة مع (ميليسا)، فيحاول (فيل) التخلّص منه ولكن لا يستطيع. |                             |                         |                        |                   |                          |
| 8 | «السكن معنا»                | كلير سكانلون            | ليز كاكوسفسكي          | 29 مارس 2015      | 3.33                     |
| يحاول (فيل) جذب الأنظار إليه خاصّة أن المرأتان تريان في (تود) رجلاً مِثاليّاً، فيعثُر على بقرة في الطريق ويُقدّمها لهم، كما تنتقل (كارول) للعيش مع (فيل) بسبب وجود البقرة في منزلها. |                             |                         |                        |                   |                          |
| 9 | «فُرصة ثانية للمحاولة»       | جون سولمون              | تيم مكوليف             | 12 أبريل 2015     | 3.22                     |
| يخرُج (فيل) لجلب حاجياتٍ من المتجر وهُناك يُقابِل امرأتان جديدتان تُدعيان (إيريكا) و(غيل)، يُخبِرهما (فيل) أنّه لا يوجد أحد سواه ويذهب لمنزلهما ويقوموا بحفلة عشاء وحين مُغادَرتهم إلى الينابيع الحارّة يَلتَقون صُدفةً بـ (كارول) و(ميليسا) و(تود) مما يوقع (فيل) في المشاكل. |                             |                         |                        |                   |                          |
| 10 | «خُدعة اللاشيء»              | كريس كوتش               | إيميلي سبفي            | 12 أبريل 2015     | 3.37                     |
| الجميع غاضِبٌ من (فيل) ونبذوه ومرّت أيام لا يتكلمون معه، و(كارول) كذلك غاضبة من (إيريكا) و(غيل) وتنعتهما بالعاهرتين. ثُم يواجههم (فيل) بالحقيقة ويعتذر إليهم وأبرز ما يُخبرهم به أنّه لم يُرد الزواج من (كارول) أساساً؛ فتذهب (كارول) إلى الحانة التي يجلس فيها (فيل) وتقدم له أوراق الطلاق ويُطلّقها بشكلٍ رسمي وتُسامِحه على أخطاءه.                                          |                             |                         |                        |                   |                          |
| 11 | «انتَقَل إلى تامبا»           | جيسون وولنر             | إيريك دوربن            | 19 أبريل 2015     | 3.41                     |
| بعدَ إتمام الطلاق يُعجِب (فيل) الأمر، حيث أنّ إيريكا وغيل مُهتمّان به جداً كونَه أعزَب. كما يظهَر رجل آخر يُنقِذ (فيل) بعد أن عَلِق على لوحة الإعلانات حيثُ شطب على كلمة "شخص حي في توسون" وكتب بدلاً عنها "انتقل إلى تامبا"؛ الشخص الجديد يُدعى (فيل ميلر) أيضاً وتُعجَب به النساء كثيراً وتبدأ الغيرة تتنامى في نفسِ (تود)؛ وبسبب تشابه الاسمين صاروا يُنادون (فيل) الأوّل باسم (تاندي). |                             |                         |                        |                   |                          |
| 12 | «تاندي يستطيع»              | كلير سكانلون            | مات مارشيل             | 26 أبريل 2015     | 3.29                     |
| جميع النساء وقعن بحُب (فيل) الثاني مما يولّد الغيرة في نفس (فيل) الأول و(تود)؛ فينفصل (تود) عن (ميليسا)، وتدخل (كارول) بعلاقةٍ مع (فيل) الثاني، فيُقرّر الرجُلان أن يقتُلا (فيل) الجديد. |                             |                         |                        |                   |                          |
| 13 | «سُحقاً للقمر»                | جون سولمون              | إيريك دوبن وجون سولمون | 3 مايو 2015       | 3.46                     |
| بعدَ أن عَلِمَ (فيل) الثاني أنّ (فيل) الأول أرادَ قتله، قرّر طردَه من المدينة. فأخذه إلى الصحراء وتركه هُناك. تلحَقُ بِه (كارول) وتُقرّر معه البدء من جديد. في آخر الحَلقة، تظهرُ مركبةٌ فضائيّة مع رائد فضاء يحمل اسم (ميلر) ويُنادي على محطة "هيوستن" ولكن ما مِن إجابة. |                             |                         |                        |                   |                          |

## الإنتاج
نشأت الفِكرة من بنات أفكار فيل لورد وكريستوفر ميلر وكانت في البداية فكرةً لفيلمٍ طويل. وقد استوحوا الفِكرة من مُسلسل Life After People . وقد شكّل التصوير تحديّاً لفريق العَمل، فالحفاظ على الصمت وعدم تسجيل أصوات السيارات والأصوات الخارجيّة كانَ صعباً.

## التقييم
حَصَل المُسلسل على مُراجعاتٍ إيجابيّة في الغالِب. حيثُ أُعطيَ درجة 84% في موقع الطماطم الفاسدة على أساس 45 مُقيّماً وعلَقوا عليه: «آخر رجل على الأرض فِكرة طَموحَة مع مسحةٍ كوميدية ما تَكفي لجذبِ المُشاهدين». وحصل على تقييم 72 في موقع ميتاكريتيك على أساس تقييم 30 ناقِداً.

## روابط خارجية
- آخر رجل على الأرض على موقع IMDb (الإنجليزية)
- آخر رجل على الأرض على موقع ميتاكريتيك (الإنجليزية)
- آخر رجل على الأرض على موقع روتن توميتوز (الإنجليزية)
- آخر رجل على الأرض على موقع نتفليكس (الإنجليزية)
- آخر رجل على الأرض على موقع كينوبويسك (الروسية)
- آخر رجل على الأرض على موقع ألو سيني (الفرنسية)
- آخر رجل على الأرض على موقع قاعدة بيانات الفيلم (الإنجليزية)